# Andrew David Thackeray
Andrew David Thackeray, angleški astronom, * 19. junij 1910, Chelsea, London, Anglija, † 21. februar 1978.
Thackeray je študiral na Univerzi v Cambridgeu. 23 let je bil predstojnik Radcliffeovega observatorija oxforske univerze v Oxfordu. Od leta 1950 je bil na tem observatoriju opazovalec. Znan je po definiciji hiperorjakinj iz leta 1956 skupaj s Feastom. Zanje sta astronoma rabila še izraz nad-nadorjakinja (super-supergiant).

## Življenje in delo
Obiskoval je šolo na Kolidžu Eton in študiral matematiko na Kraljevem kolidžu. Doktoriral je leta 1937 iz teoretične zvezdne spekstroskopije v Laboratoriju za solarno fiziko v Cambridgeu. Med svojim študijem je med letaoma 1934 in 1936 delal na Observatoriju Mt. Wilson. Od leta 1937 do 1948 je bil predstojnik Observatorija za solarno fiziko v sklopu Observatorija Cambridge. Od leta 1951 jebil nato predstojnik Radcliffega observatorija v  Pretorii do leta 1974, ko se je ta observatorij združil s Kraljevim observatorijem na Rtu dobrega upanja v Južnoafriški astronomski observatorij. Postal je zaslužni profesor Univerze v Cape Townu in nekaj dni pred smrtjo dopisni član Kraljebe astronomske družbe.
Osredotočil se je na raziskovanje zvezdne spektroskopije. Na konferenci Mednarodne astronomske zveze v Rimu leta 1952 je predstavil rezultate raziskovanj spremenljivk v Magellanovih oblakih in nakazal, da se mora zaznana starost in velikost Vesolja podvojiti. Leta 1950 je odkril odprto kopico IC 2944 v ozvezdju Kentavra, imenovano tudi Thackerayjeve globule.
Umrl je v nesreči.
Njegov oče H St. J Thackeray je bil klasični učenjak.

## Izbrana dela
- Thackeray, Andrew David (1961), Astronomical spectroscopy, London: Eyre & Spottiswood, str. 256